# ندى الأيام (مسلسل)
ندى الأيام هو مسلسل سوري متصل منفصل الحلقات (12 حلقة تلفزيونية).يتحدث عن 12 فتاة منذ افتراقهن بعد شهادة الثانوية حتى اجتماعهن يوم6 / 6 / 2006. عرض المسلسل حصريا على قناة إم بي سي وأخرجه ثلاثة مخرجين.

## بطولة
- جيهان عبد العظيم
- أمل عرفة
- سلاف فواخرجي
- ندين تحسين بيك
- ديمة قندلفت
- كاريس بشار
- سلافة معمار
- ريم زينو
- نادين سلامة
- ناندا محمد
- ريم علي
- ربى المامون

### ضيوف الحلقات
العديد من الفنانين منهم :
- جمال سليمان
- منى واصف
- جهاد سعد
- سليم كلاس
- سليم صبري
- نضال نجم
- مهند قطيش
- رولا ذبيان
- فايز قزق
- نضال سيجري
- أحمد الأحمد
- جهاد عبدو

## الإنتاج
المسلسل من إنتاج شركة سامة للإنتاج الفني. اشراف : أديب خير فترة التصوير : اب - أيلول / 2006
العمل فكرة الصحفية والمذيعة نور أتاسي. ساهم بوضع حلقاته عدة كتاب منهم كوليت بهنا.

## أستقبال
لاقى صدى طيبا كونه أول عمل ساهم فيه مخرجين متميزين ومخرج شاب.